# Antigravidade

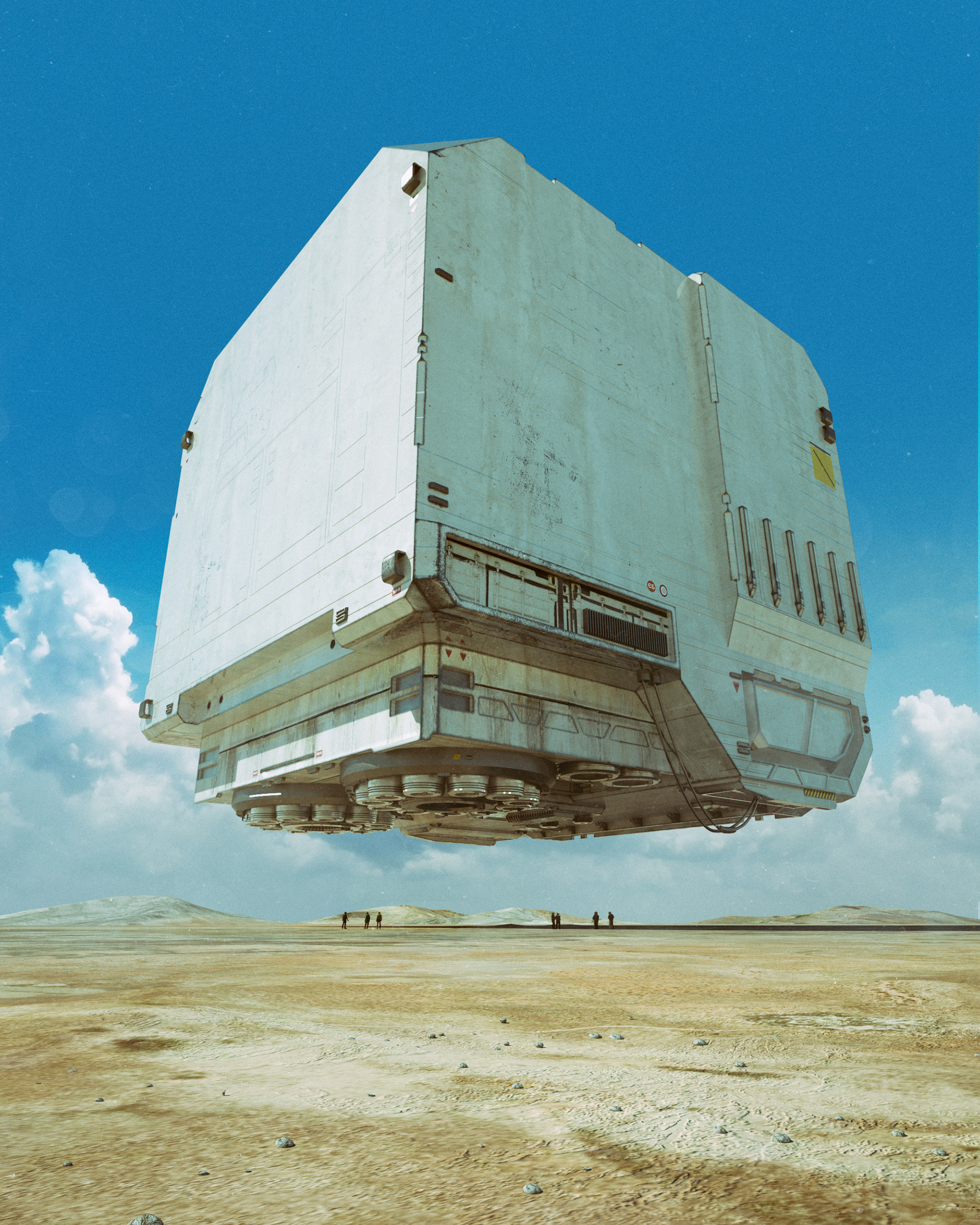
Um veículo em forma de caixa do tamanho de um edifício flutuando em um deserto com sete figuras humanas abaixo dele.

Antigravidade é uma maneira hipotética de se contrabalançar ou modificar os efeitos da gravidade, tipicamente no contexto de propulsão espacial. Tais sistemas ainda estão confinados à área de ficção científica, tendo em vista o conhecimento atual sobre a gravitação. A antigravidade é gravidade em estágio 0 m/s² ou < 0 m/s² (menor que zero) sendo que a Terra tem aproximadamente 9,78 m/s². Cientistas dizem que a antigravidade é impossível de ser realizada, ao menos na Terra. 